# Che!
 Che! és una pel·lícula estatunidenca dirigida per Richard Fleischer estrenada el 1969, produïda per Sy Bartlett.

## Argument
Biografia del revolucionari argentí Ernesto «Che» Guevara. El Che s'uneix a Fidel Castro en la seva lluita contra el règim del dictador Fulgencio Batista. Aconsegueixen tombar el govern i prendre el poder de Cuba.
La pel·lícula tracta de la vida de Guevara i de la primera vegada que va a Cuba el 1956 fins a la seva mort en una emboscada per les tropes governamentals amb el suport del govern dels Estats Units d'Amèrica a les muntanyes de Bolívia el 1967.

## Repartiment
- Omar Sharif: Ernesto "che" Guevara
- Jack Palance: Fidel Castro
- Cesare Danova: Ramon Valdez
- Robert Loggia: Faustino Morales
- Woody Strode: Guillormo
- Barbara Luna: Anita Marquez
- Frank Silvera: Goatherd
- Linda Marsh: Tania
- Perry Lopez: Rolando
- Abraham Sofaer: Pablo Rojas
- Paul Picerni: Hector
- Rodolfo Acosta

## Al voltant de la pel·lícula
- La pel·lícula va ser molt mal rebuda per la crítica. Alguns seguidors del "Che" van ser tant revoltats per la qualitat de la pel·lícula que van llançar cartutxos de dinamita en una sala de cinema on es projectava. No va tenir lloc cap explosió, tanmateix.
- La pel·lícula ha estat classificada entre les "50 pitjors pel·lícules de tots els temps" pels germans Medved, crítics de cinema.
- Omar Sharif va admetre que no s'havia pres la molèstia de fer esforços perquè considerava que amb la seva semblança física n'hi havia prou. Els Medved repeteixen d'altra banda tres vegades al seu llibre The Fifty Worst Movies Of All Time que la seva millor actuació és quan fa de Guevara mort.